# Carl Bunch
Carl Bunch (24 novembre 1939 – 26 mars 2011) est un musicien américain.
Carl Bunch né à Big Spring, Texas. Adolescent, il commence à jouer de la batterie alors qu'il récupère d'une importante opération sur sa jambe droite. À dix-sept ans, il réalise un enregistrement avec « Ronnie Smith and the Poor Boys », à Clovis, Nouveau Mexique. Buddy Holly enregistre au même moment et en profite pour admirer ce jeune batteur.
En 1959, Holly invite Tommy Allsup, Waylon Jennings et le jeune Bunch, âgé de à peine vingt ans, à la tournée « Winter Dance Party ». Le chauffage du bus de la tournée lâche. Bunch souffre de gelure et finit hospitalisé. Le 3 février 1959, Holly, Ritchie Valens, et J.P. "The Big Bopper" Richardson meurent dans un accident d'avion. Malgré cette tragédie, la tournée continue avec les survivants (ceux qui n'étaient pas dans l'avion). Bunch rejoint donc la tournée à Sioux City, Iowa le 5 février. Ronnie Smith, Jimmy Clanton et Fabian sont recrutés pour remplacer les têtes d'affiche décédées. Le 15 février 1959, à Springfield, Illinois la tournée se termine.
Ensuite, Bunch s'engage dans l'armée américaine, mais finalement il veut retourner à la musique. Après son engagement de l'armée, il joue de manière épisodique avec « the Bob Osburn band ». Puis, il déménage à Nashville et collabore avec Hank Williams, Jr. et Roy Orbison.
Finalement, Carl Bunch se retire de l'industrie de la musique et devient pasteur. Dans les années 2000, il assiste à des événements en hommage à Buddy Holly et signe des autographes sous le nom « The Frostbitten Cricket » (traduction : le Criquet gelé ; le nom du groupe de Buddy Holly étant : « The Crickets »). Carl décède de diabète le 26 mars 2011.